# Yingquan
Yingquan är ett stadsdistrikt i staden Fuyang i provinsen Anhui i östra Kina.

## Administrativ indelning
Yingquan är indelat i två stadsdelsdistrikt och fyra köpingar.
Stadsdelsdistrikt (jiedao):

- Zhongshi (中市街道)
- Zhoupeng (周棚街道)

Köpingar (zhen):

- Ninglaozhuang (宁老庄镇)
- Wenji (闻集镇)
- Wuming (伍明镇)
- Xingliu (行流镇)